# Amor de película
Amor de película es una película de Argentina filmada en colores dirigida por Sebastián Mega Díaz sobre su propio guion escrito en colaboración con Sebastián Caulier que se estrenó el 7 de noviembre de 2019 y que tuvo como actores principales a Guillermo Pfening, Nicolás Furtado, Natalie Pérez y María Canale.

## Sinopsis
Mientras está intentando avanzar en su carrera como director de cine, Martín se encuentra con  Vera, que  está despegando en la suya como actriz y ambos deben determinar qué  necesitan para seguir adelante como pareja y también recuperar algo de la magia inicial, cuando estando en el mismo bar pero sin conocerse, ella, más audaz que el tímido Martín, dio el paso inicial para hablarle y conocerse. Una historia que va y viene, fracasos y triunfos, intentos y logros casi felices, una historia que habla sobre las segundas oportunidades, las primeras impresiones y la (re) construcción del amor.

## Reparto
Intervinieron en el filme los siguientes intérpretes:
- Guillermo Pfening...	Alejandro Monferrán
- Nicolás Furtado	...	Martín Rivas
- Natalie Pérez...	Vera Marino
- María Canale...	Recepcionista de teatro
- Juan Nemirovsky...	Ricky
- Julieta Vallina...	Victoria
- Vanesa Butera...	Azul
- Pablo Toporosi...Gastón

## Comentarios
Isabel Croce en La Prensa escribió:

”"Amor de película" tiene un elenco de gente joven, en su mayoría profesional, que supo ganarse al público…en el mundo de la televisión… o en la comedia musical…Y a pesar de un argumento nada original pero con la necesaria cuota de humor, los actores, con autenticidad y simpatía, logran meterse en el bolsillo a los espectadores.

María Fernanda Mugica en La Nación escribió:

”Las reglas de la comedia romántica y su magia pero también su distancia con la naturaleza del amor en la vida real son parte central de Amor de película. La historia que cuenta tiene las características de un romance típico del cine pero también se ocupa de contrastarlo con la no tan glamorosa cotidianeidad y encontrar el valor en ese amor con menos fuegos artificiales pero con otras cualidades más duraderas…Con detalles que refieren a comedias románticas como ¿Puede una canción de amor salvar tu vida? o Letra y música, Amor de película le rinde un entretenido y sincero tributo al género, demostrando su admiración por él, aún con sus clichés..